# Su Ying-tzu
Su Ying-tzu (ur. 6 lutego 1986) – tajwańska zapaśniczka w stylu wolnym. Trzykrotna uczestniczka mistrzostw świata, piętnasta w 2005. Piąte miejsce na Igrzyskach Azjatyckich 2006. Zdobyła brązowy medal na mistrzostwach Azji w 2006, 2007 i 2008. Trzecia na akademickich MŚ w 2008 roku.